# Лукас Вентура
Лукас Вентура (порт. Lucas de Souza Ventura, нар. 19 травня 1998, Леопольдіна) — бразильський футболіст, півзахисник ізраїльського клубу «Хапоель» (Беер-Шева).

## Ігрова кар'єра
Народився 19 травня 1998 року в місті Леопольдіна. Вихованець футбольної школи клубу «Крузейру». Дорослу футбольну кар'єру розпочав 2016 року в основній команді того ж клубу, в якій провів два сезони, взявши участь у 6 матчах чемпіонату.
Згодом з 2018 по 2022 рік грав на правах оренди у складі бразильських команд «Спорт Ресіфі», «Боа» та «Аваї», після чого перейшов у португальський «Портімоненсі», де грав у 2023—2024 роках.
До складу клубу «Хапоель» (Беер-Шева) приєднався 2024 року, з яким у першому ж сезоні став володарем Кубка Ізраїлю. Станом на 21 березня 2025 року відіграв за беер-шевську команду 32 матчі в національному чемпіонаті.

## Титули і досягнення
- Володар Кубка Ізраїлю (1):

«Хапоель» (Беер-Шева): 2024/25